# 고촌교통
고촌교통 (古村交通)은 경기도 김포시의 마을버스 회사이다. 본사는 경기도 김포시 승가로 87-47 (풍무동)에 있다.

## 회사 소개
본래 선진그룹 버스사업부문의 김포시 마을버스 자회사였으나 2008년에 보광교통에서 인수되면서 현재에 이른다.
계열사로는 김포시 마을버스 업체인 대진교통, 금파산업, 한강교통이 있다.

## 운행 노선
- ● 1번: 오스타파라곤3단지 - 우리병원 - 김포터미널 - 김포고 - 보건소 - 문화체육공원 - 장릉입구 - 풍무홈플러스 - 수행마을 - 양도마을 - 당곡고개 - 신동아A - 현대프라임빌아파트 (첫차 ~ 09시까지 김포중, 김포고 학교 경유)
- ● 15번: 고촌정류소 - 한화 - 수기마을(현대) - 수기초교 - 그린공원 - 한화아파트 - 고촌정류소
- ● 15-1번: 소준 - 힐스테이트 - 고촌정류소 - 고촌중 - 월드메르디앙 - 동일하이빌 - 영사정 - 전호리 - 신동
- ● 16번: 현대프리미엄 아울렛 - 동일하이빌-월드메르디앙 - 고촌근린공원 - 우방아파트 -고촌정류소 - 개화역
- ● 16-1번: 김포터미널 - 현대프리미엄아울렛 - 신한방앞 - 켄달스퀘어·동원아이팜 - 이사화물관통센터 - 강서자동차공업 - 개화역
- ● 50번: 사우역 - 사우고 - 풍무역- 풍무푸르지오1차 - 양도중입구 - 서해아파트 - 양도마을 - 당곡고개 - 유현마을 - 유현사거리
- ● 51번: 중앙승가대학교 - 서해아파트 - 풍무푸르지오 - 이마트트레이더스 - 풍무역 - 사우고.김포시청 - 사우아이파크
- ●52-1번: 길훈아파트 - 그린힐타운 - 풍무홈플러스후문 - 서해1차아파트 - 서해2차아파트 - 풍무도서관 - 김포풍무푸르지오1차 - 트레이더스 - 풍무역

## 현재 보유 차량

#### 현대자동차
- 현대 뉴 카운티
- 현대 그린시티